# Albany (Luisiana)
Albany é uma vila localizada no estado americano de Luisiana, na Paróquia de Livingston.

## Demografia
Segundo o censo americano de 2000, a sua população era de 865 habitantes.
Em 2006, foi estimada uma população de 1132, um aumento de 267 (30.9%).

## Geografia
De acordo com o United States Census Bureau tem uma área de
2,9 km², dos quais 2,9 km² cobertos por terra e 0,0 km² cobertos por água. Albany localiza-se a aproximadamente 23 m acima do nível do mar.

## Localidades na vizinhança
O diagrama seguinte representa as localidades num raio de 16 km ao redor de Albany.